# Ardi
Ardi és un esquelet fossilitzat de 4,4 milions d'antiguitat d'una femella d’Ardipithecus. Ardi és un homínid més primitiu que el conegut esquelet d'Australopithecus Lucy. Ardi va ser descobert a les àrides zones prop del riu Awash a Etiòpia. Tot i que es desconeix com l'espècie d'Ardi va evolucionar cap a Homo sapiens, el descobriment té una gran significança, ja que Ardi és el fòssil d'homínid més vell que es coneix. El descobriment va ser fet per un equip de científics encapçalats l'antropòleg de la Universitat de Berkeley Tim D. White.